# Eleições presidenciais portuguesas de 2016 no distrito de Viseu
| Eleições presidenciais portuguesas de 2016 Distritos: Aveiro \| Beja \| Braga \| Bragança \| Castelo Branco \| Coimbra \| Évora \| Faro \| Guarda \| Leiria \| Lisboa \| Portalegre \| Porto \| Santarém \| Setúbal \| Viana do Castelo \| Vila Real \| Viseu \| Açores \| Madeira \| Estrangeiro |

## Resultados por Concelho
Os resultados nos concelhos do Distrito de Viseu foram os seguintes:

### Armamar
| Candidato               | Candidato                | Votos | %               |
| ----------------------- | ------------------------ | ----- | --------------- |
|                         | Marcelo Rebelo de Sousa  | 1 982 | 67,83 / 100,00  |
|                         | António Sampaio da Nóvoa | 372   | 12,73 / 100,00  |
|                         | Marisa Matias            | 240   | 8,21 / 100,00   |
|                         | Vitorino Silva           | 114   | 3,90 / 100,00   |
|                         | Maria de Belém Roseira   | 87    | 2,98 / 100,00   |
|                         | Edgar Silva              | 52    | 1,78 / 100,00   |
|                         | Paulo de Morais          | 48    | 1,64 / 100,00   |
|                         | Henrique Neto            | 12    | 0,41 / 100,00   |
|                         | Cândido Ferreira         | 8     | 0,27 / 100,00   |
|                         | Jorge Sequeira           | 7     | 0,24 / 100,00   |
| Votos Inválidos         | Votos Inválidos          | 48    | 1,62 / 100,00   |
| Total                   | Total                    | 2 970 | 100,00 / 100,00 |
| Eleitorado/Participação | Eleitorado/Participação  | 6 199 | 47,91 / 100,00  |

| Freguesia                | %     | %     | %     | %    | %     | %    | %    | %    | %    | %    | Votantes |
| Freguesia                | MRS   | ASN   | MM    | VS   | MBR   | ES   | PM   | HN   | CF   | JS   | Votantes |
| ------------------------ | ----- | ----- | ----- | ---- | ----- | ---- | ---- | ---- | ---- | ---- | -------- |
| Aldeias                  | 75,88 | 10,59 | 6,47  | 1,76 | 0     | 0    | 3,53 | 1,76 | 0    | 0    | 172      |
| Aricera e Goujoim        | 75,00 | 15,74 | 1,85  | 0,93 | 2,78  | 0,93 | 0    | 0,93 | 1,85 | 0    | 109      |
| Armamar                  | 63,52 | 15,30 | 8,04  | 3,71 | 2,32  | 4,33 | 2,47 | 0,15 | 0    | 0,15 | 661      |
| Cimbres                  | 76,92 | 10,26 | 2,56  | 5,98 | 2,56  | 0    | 1,71 | 0    | 0    | 0    | 121      |
| Folgosa                  | 61,46 | 9,90  | 9,90  | 5,21 | 11,46 | 1,04 | 0,52 | 0    | 0,52 | 0    | 193      |
| Fontelo                  | 66,24 | 14,97 | 8,92  | 2,23 | 4,78  | 1,59 | 0,96 | 0    | 0    | 0,32 | 317      |
| Queimada                 | 67,63 | 6,47  | 11,51 | 5,76 | 2,88  | 1,44 | 2,88 | 0,72 | 0    | 0,72 | 142      |
| Queimadela               | 85,35 | 5,10  | 3,82  | 1,91 | 1,91  | 0    | 0,64 | 0,64 | 0,64 | 0    | 160      |
| Santa Cruz               | 76,92 | 5,49  | 9,89  | 2,20 | 0     | 1,10 | 4,40 | 0    | 0    | 0    | 91       |
| São Cosmado              | 62,55 | 19,12 | 9,96  | 3,19 | 3,19  | 1,99 | 0    | 0,80 | 0    | 0    | 257      |
| São Martinho das Chãs    | 77,29 | 6,23  | 8,42  | 5,49 | 1,47  | 0    | 0,73 | 0    | 0    | 0,37 | 276      |
| São Romão e Santiago     | 70,27 | 8,78  | 8,78  | 6,08 | 3,38  | 0,68 | 1,35 | 0    | 0    | 0,68 | 152      |
| Vacalar                  | 64,71 | 15,69 | 8,82  | 5,88 | 0,98  | 0,98 | 0,98 | 0    | 1,96 | 0    | 103      |
| Vila Seca e Santo Adrião | 51,17 | 20,66 | 11,27 | 5,16 | 2,82  | 2,82 | 2,82 | 1,41 | 0,94 | 0,94 | 216      |
| Armamar                  | 67,83 | 12,73 | 8,21  | 3,90 | 2,98  | 1,78 | 1,64 | 0,41 | 0,27 | 0,24 | 2 970    |

### Carregal do Sal
| Candidato               | Candidato                | Votos | %               |
| ----------------------- | ------------------------ | ----- | --------------- |
|                         | Marcelo Rebelo de Sousa  | 2 601 | 63,35 / 100,00  |
|                         | António Sampaio da Nóvoa | 800   | 19,48 / 100,00  |
|                         | Marisa Matias            | 287   | 6,99 / 100,00   |
|                         | Vitorino Silva           | 141   | 3,43 / 100,00   |
|                         | Maria de Belém Roseira   | 141   | 3,43 / 100,00   |
|                         | Paulo de Morais          | 47    | 1,14 / 100,00   |
|                         | Edgar Silva              | 40    | 0,97 / 100,00   |
|                         | Henrique Neto            | 34    | 0,83 / 100,00   |
|                         | Cândido Ferreira         | 9     | 0,22 / 100,00   |
|                         | Jorge Sequeira           | 6     | 0,15 / 100,00   |
| Votos Inválidos         | Votos Inválidos          | 117   | 1,77 / 100,00   |
| Total                   | Total                    | 4 223 | 100,00 / 100,00 |
| Eleitorado/Participação | Eleitorado/Participação  | 9 784 | 43,16 / 100,00  |

| Freguesia          | %     | %     | %    | %    | %    | %    | %    | %    | %    | %    | Votantes |
| Freguesia          | MRS   | ASN   | MM   | VS   | MBR  | PM   | ES   | HN   | CF   | JS   | Votantes |
| ------------------ | ----- | ----- | ---- | ---- | ---- | ---- | ---- | ---- | ---- | ---- | -------- |
| Beijós             | 67,23 | 16,07 | 4,86 | 4,44 | 3,81 | 0,42 | 0,85 | 2,11 | 0,21 | 0    | 483      |
| Cabanas de Viriato | 59,82 | 24,66 | 5,48 | 3,65 | 4,26 | 0,61 | 0,61 | 0,76 | 0    | 0,15 | 677      |
| Carregal do Sal    | 62,91 | 18,20 | 7,77 | 2,89 | 3,66 | 2,44 | 0,91 | 0,84 | 0,30 | 0,08 | 1 356    |
| Oliveira do Conde  | 60,91 | 21,67 | 7,91 | 3,42 | 3,04 | 0,68 | 1,29 | 0,61 | 0,23 | 0,23 | 1 355    |
| Parada             | 75,57 | 10,92 | 6,32 | 3,74 | 2,01 | 0    | 0,86 | 0    | 0,29 | 0,29 | 352      |
| Carregal do Sal    | 63,35 | 19,48 | 6,99 | 3,43 | 3,43 | 1,14 | 0,97 | 0,83 | 0,22 | 0,15 | 4 223    |

### Castro Daire
| Candidato               | Candidato                | Votos  | %               |
| ----------------------- | ------------------------ | ------ | --------------- |
|                         | Marcelo Rebelo de Sousa  | 4 440  | 67,86 / 100,00  |
|                         | António Sampaio da Nóvoa | 1 006  | 15,38 / 100,00  |
|                         | Marisa Matias            | 322    | 4,92 / 100,00   |
|                         | Maria de Belém Roseira   | 311    | 4,75 / 100,00   |
|                         | Vitorino Silva           | 249    | 3,81 / 100,00   |
|                         | Edgar Silva              | 69     | 1,05 / 100,00   |
|                         | Henrique Neto            | 57     | 0,87 / 100,00   |
|                         | Paulo de Morais          | 55     | 0,84 / 100,00   |
|                         | Cândido Ferreira         | 18     | 0,28 / 100,00   |
|                         | Jorge Sequeira           | 16     | 0,24 / 100,00   |
| Votos Inválidos         | Votos Inválidos          | 130    | 1,95 / 100,00   |
| Total                   | Total                    | 6 673  | 100,00 / 100,00 |
| Eleitorado/Participação | Eleitorado/Participação  | 15 978 | 41,76 / 100,00  |

| Freguesia                 | %     | %     | %    | %     | %    | %    | %    | %    | %    | %    | Votantes |
| Freguesia                 | MRS   | ASN   | MM   | MBR   | VS   | ES   | HN   | PM   | CF   | JS   | Votantes |
| ------------------------- | ----- | ----- | ---- | ----- | ---- | ---- | ---- | ---- | ---- | ---- | -------- |
| Almofala                  | 81,10 | 4,72  | 4,72 | 2,36  | 3,15 | 0    | 1,57 | 0,79 | 0,79 | 0,79 | 132      |
| Cabril                    | 54,79 | 22,87 | 3,19 | 11,17 | 5,32 | 1,06 | 0,53 | 0,53 | 0    | 0,53 | 191      |
| Castro Daire              | 65,77 | 17,25 | 5,95 | 3,37  | 3,11 | 1,98 | 0,70 | 1,23 | 0,32 | 0,32 | 1 904    |
| Cujó                      | 80,68 | 10,23 | 1,70 | 1,70  | 3,41 | 0    | 0    | 1,70 | 0    | 0,57 | 178      |
| Gosende                   | 73,44 | 6,77  | 6,77 | 7,29  | 4,69 | 0,52 | 0,52 | 0    | 0    | 0    | 194      |
| Mamouros, Alva e Ribolhos | 66,28 | 15,22 | 4,58 | 7,69  | 3,44 | 0,49 | 0,82 | 0,65 | 0,49 | 0,33 | 625      |
| Mezio e Moura Morta       | 69,58 | 10,14 | 8,74 | 1,75  | 8,04 | 0    | 1,40 | 0,35 | 0    | 0    | 291      |
| Mões                      | 65,41 | 19,19 | 3,92 | 5,41  | 3,78 | 0,54 | 0,95 | 0,41 | 0,41 | 0    | 753      |
| Moledo                    | 68,56 | 16,02 | 5,07 | 4,87  | 2,43 | 0,61 | 1,42 | 0,41 | 0,20 | 0,41 | 504      |
| Monteiras                 | 83,41 | 4,37  | 2,18 | 3,06  | 5,24 | 0    | 0,44 | 1,31 | 0    | 0    | 232      |
| Parada de Ester e Ester   | 60,38 | 20,75 | 4,31 | 4,31  | 5,93 | 1,89 | 0,81 | 1,08 | 0,27 | 0,27 | 378      |
| Pepim                     | 77,85 | 11,41 | 2,01 | 2,01  | 4,03 | 1,34 | 0    | 1,34 | 0    | 0    | 153      |
| Picão e Ermida            | 81,55 | 4,43  | 4,43 | 2,95  | 4,80 | 0,37 | 0,74 | 0,74 | 0    | 0    | 275      |
| Pinheiro                  | 73,67 | 15,05 | 2,82 | 5,64  | 1,25 | 0    | 1,25 | 0,31 | 0    | 0    | 326      |
| Reriz e Gafanhão          | 51,41 | 22,03 | 7,34 | 7,91  | 5,65 | 1,98 | 1,69 | 0,85 | 0,56 | 0,56 | 363      |
| São Joaninho              | 75,29 | 11,18 | 3,53 | 2,35  | 4,12 | 1,18 | 0,59 | 1,18 | 0,59 | 0    | 174      |
| Castro Daire              | 67,86 | 15,38 | 4,92 | 4,75  | 3,81 | 1,05 | 0,87 | 0,84 | 0,28 | 0,24 | 6 673    |

### Cinfães
| Candidato               | Candidato                | Votos  | %               |
| ----------------------- | ------------------------ | ------ | --------------- |
|                         | Marcelo Rebelo de Sousa  | 4 498  | 59,29 / 100,00  |
|                         | António Sampaio da Nóvoa | 1 348  | 17,77 / 100,00  |
|                         | Vitorino Silva           | 652    | 8,59 / 100,00   |
|                         | Marisa Matias            | 510    | 6,72 / 100,00   |
|                         | Maria de Belém Roseira   | 357    | 4,71 / 100,00   |
|                         | Edgar Silva              | 82     | 1,08 / 100,00   |
|                         | Paulo de Morais          | 56     | 0,74 / 100,00   |
|                         | Henrique Neto            | 39     | 0,51 / 100,00   |
|                         | Jorge Sequeira           | 27     | 0,36 / 100,00   |
|                         | Cândido Ferreira         | 17     | 0,22 / 100,00   |
| Votos Inválidos         | Votos Inválidos          | 138    | 1,79 / 100,00   |
| Total                   | Total                    | 7 724  | 100,00 / 100,00 |
| Eleitorado/Participação | Eleitorado/Participação  | 17 797 | 43,40 / 100,00  |

| Freguesia                            | %     | %     | %     | %    | %     | %    | %    | %    | %    | %    | Votantes |
| Freguesia                            | MRS   | ASN   | VS    | MM   | MBR   | ES   | PM   | HN   | JS   | CF   | Votantes |
| ------------------------------------ | ----- | ----- | ----- | ---- | ----- | ---- | ---- | ---- | ---- | ---- | -------- |
| Alhões, Bustelo, Gralheira e Ramires | 64,31 | 18,98 | 2,83  | 7,37 | 2,27  | 1,13 | 1,42 | 0,28 | 1,42 | 0    | 358      |
| Cinfães                              | 52,92 | 25,96 | 5,59  | 8,85 | 3,51  | 1,59 | 1,00 | 0,17 | 0,17 | 0,25 | 1 219    |
| Espadanedo                           | 70,13 | 9,45  | 13,04 | 4,54 | 1,51  | 0,19 | 0,57 | 0,38 | 0    | 0,19 | 541      |
| Ferreiros de Tendais                 | 61,19 | 18,53 | 10,14 | 3,50 | 2,80  | 0,70 | 1,40 | 0,70 | 1,05 | 0    | 294      |
| Fornelos                             | 55,92 | 17,43 | 11,84 | 7,89 | 4,93  | 0    | 0,33 | 0,99 | 0,66 | 0    | 311      |
| Moimenta                             | 58,62 | 19,21 | 6,90  | 6,90 | 4,93  | 1,97 | 0,99 | 0    | 0    | 0,49 | 213      |
| Nespereira                           | 68,15 | 10,66 | 7,85  | 4,92 | 3,63  | 2,11 | 0,82 | 1,05 | 0,35 | 0,47 | 867      |
| Oliveira do Douro                    | 55,45 | 21,05 | 6,58  | 7,71 | 5,83  | 1,50 | 0,38 | 0,38 | 1,13 | 0    | 543      |
| Santiago de Piães                    | 67,29 | 10,47 | 7,29  | 7,29 | 4,86  | 0,93 | 0,75 | 0,56 | 0,56 | 0    | 543      |
| São Cristóvão de Nogueira            | 52,86 | 20,37 | 6,57  | 8,08 | 8,42  | 2,02 | 0,67 | 0,34 | 0    | 0,67 | 603      |
| Souselo                              | 54,07 | 18,85 | 13,21 | 6,60 | 5,17  | 0,67 | 0,48 | 0,48 | 0,29 | 0,19 | 1 063    |
| Tarouquela                           | 62,23 | 14,49 | 12,35 | 6,41 | 4,04  | 0    | 0,24 | 0,24 | 0    | 0    | 426      |
| Tendais                              | 70,18 | 16,45 | 4,63  | 3,08 | 2,83  | 0,26 | 1,29 | 1,03 | 0    | 0,26 | 393      |
| Travanca                             | 44,02 | 21,28 | 11,37 | 8,16 | 13,41 | 0,29 | 0,29 | 0,87 | 0    | 0,29 | 350      |
| Cinfães                              | 59,29 | 17,77 | 8,59  | 6,72 | 4,71  | 1,08 | 0,74 | 0,51 | 0,36 | 0,22 | 7 724    |

### Lamego
| Candidato               | Candidato                | Votos  | %               |
| ----------------------- | ------------------------ | ------ | --------------- |
|                         | Marcelo Rebelo de Sousa  | 7 048  | 59,66 / 100,00  |
|                         | António Sampaio da Nóvoa | 2 479  | 20,99 / 100,00  |
|                         | Marisa Matias            | 868    | 7,35 / 100,00   |
|                         | Vitorino Silva           | 462    | 4,08 / 100,00   |
|                         | Maria de Belém Roseira   | 412    | 3,49 / 100,00   |
|                         | Edgar Silva              | 237    | 2,01 / 100,00   |
|                         | Paulo de Morais          | 162    | 1,37 / 100,00   |
|                         | Henrique Neto            | 77     | 0,65 / 100,00   |
|                         | Cândido Ferreira         | 27     | 0,23 / 100,00   |
|                         | Jorge Sequeira           | 21     | 0,18 / 100,00   |
| Votos Inválidos         | Votos Inválidos          | 222    | 1,84 / 100,00   |
| Total                   | Total                    | 12 035 | 100,00 / 100,00 |
| Eleitorado/Participação | Eleitorado/Participação  | 25 340 | 47,49 / 100,00  |

| Freguesia                      | %     | %     | %     | %     | %    | %     | %    | %    | %    | %    | Votantes |
| Freguesia                      | MRS   | ASN   | MM    | VS    | MBR  | ES    | PM   | HN   | CF   | JS   | Votantes |
| ------------------------------ | ----- | ----- | ----- | ----- | ---- | ----- | ---- | ---- | ---- | ---- | -------- |
| Avões                          | 41,31 | 22,39 | 8,11  | 2,70  | 2,32 | 22,01 | 0,39 | 0,39 | 0,39 | 0    | 266      |
| Bigorne, Magueija e Pretarouca | 55,36 | 18,88 | 9,69  | 6,89  | 5,36 | 2,04  | 0,26 | 0,77 | 0,51 | 0,26 | 396      |
| Britiande                      | 61,43 | 13,86 | 8,78  | 7,85  | 5,54 | 0,23  | 1,39 | 0,69 | 0,23 | 0    | 441      |
| Cambres                        | 49,32 | 30,62 | 7,39  | 3,92  | 4,22 | 2,71  | 0,45 | 0,30 | 0,90 | 0,15 | 675      |
| Cepões, Meijinhos e Melcões    | 69,71 | 14,76 | 6,60  | 2,52  | 3,11 | 1,36  | 1,17 | 0,78 | 0    | 0    | 524      |
| Ferreirim                      | 67,33 | 9,73  | 7,73  | 6,73  | 5,24 | 1,00  | 0,50 | 1,00 | 0,75 | 0    | 412      |
| Ferreiros de Avões             | 60,00 | 18,37 | 8,57  | 2,04  | 3,27 | 5,31  | 0,82 | 1,22 | 0,41 | 0    | 247      |
| Figueira                       | 77,16 | 9,26  | 4,32  | 8,64  | 0    | 0     | 0    | 0,62 | 0    | 0    | 165      |
| Lalim                          | 65,00 | 20,00 | 5,00  | 3,75  | 3,00 | 0,75  | 1,00 | 0,50 | 0,25 | 0,75 | 409      |
| Lamego (Almacave e Sé)         | 57,69 | 23,84 | 7,81  | 2,91  | 3,02 | 1,76  | 2,11 | 0,55 | 0,18 | 0,15 | 5 601    |
| Lazarim                        | 68,34 | 12,74 | 6,95  | 6,95  | 2,32 | 0,39  | 0,39 | 1,16 | 0,39 | 0,39 | 264      |
| Parada do Bispo e Valdigem     | 53,53 | 21,87 | 8,66  | 5,47  | 6,38 | 1,37  | 1,37 | 1,14 | 0,23 | 0    | 449      |
| Penajoia                       | 70,42 | 14,91 | 3,42  | 5,87  | 3,91 | 0,24  | 0,24 | 0,73 | 0    | 0,24 | 419      |
| Penude                         | 66,81 | 16,15 | 6,17  | 5,29  | 2,79 | 0,88  | 0,73 | 0,88 | 0    | 0,29 | 698      |
| Samodães                       | 54,44 | 25,56 | 10,00 | 1,11  | 4,44 | 1,11  | 0    | 3,33 | 0    | 0    | 90       |
| Sande                          | 55,27 | 27,76 | 5,91  | 2,57  | 5,91 | 1,54  | 0,51 | 0    | 0    | 0,51 | 391      |
| Várzea de Abrunhais            | 57,14 | 22,75 | 5,82  | 10,58 | 2,12 | 0,53  | 0    | 0,53 | 0    | 0,53 | 194      |
| Vila Nova de Souto d'El-Rei    | 69,97 | 11,23 | 6,27  | 5,48  | 2,61 | 1,83  | 1,57 | 0,78 | 0    | 0,26 | 394      |
| Lamego                         | 59,66 | 20,99 | 7,35  | 4,08  | 3,49 | 2,01  | 1,37 | 0,65 | 0,23 | 0,18 | 12 035   |

### Mangualde
| Candidato               | Candidato                | Votos  | %               |
| ----------------------- | ------------------------ | ------ | --------------- |
|                         | Marcelo Rebelo de Sousa  | 4 635  | 57,34 / 100,00  |
|                         | António Sampaio da Nóvoa | 1 977  | 24,46 / 100,00  |
|                         | Marisa Matias            | 506    | 6,26 / 100,00   |
|                         | Maria de Belém Roseira   | 331    | 4,09 / 100,00   |
|                         | Vitorino Silva           | 323    | 4,00 / 100,00   |
|                         | Edgar Silva              | 127    | 1,57 / 100,00   |
|                         | Paulo de Morais          | 99     | 1,22 / 100,00   |
|                         | Henrique Neto            | 58     | 0,72 / 100,00   |
|                         | Cândido Ferreira         | 16     | 0,20 / 100,00   |
|                         | Jorge Sequeira           | 12     | 0,15 / 100,00   |
| Votos Inválidos         | Votos Inválidos          | 211    | 2,55 / 100,00   |
| Total                   | Total                    | 8 295  | 100,00 / 100,00 |
| Eleitorado/Participação | Eleitorado/Participação  | 19 539 | 42,45 / 100,00  |

| Freguesia                                 | %     | %     | %    | %    | %    | %    | %    | %    | %    | %    | Votantes |
| Freguesia                                 | MRS   | ASN   | MM   | MBR  | VS   | ES   | PM   | HN   | CF   | JS   | Votantes |
| ----------------------------------------- | ----- | ----- | ---- | ---- | ---- | ---- | ---- | ---- | ---- | ---- | -------- |
| Abrunhosa-a-Velha                         | 64,88 | 14,63 | 6,34 | 1,95 | 8,78 | 0,98 | 1,46 | 0,98 | 0    | 0    | 212      |
| Alcafache                                 | 56,80 | 23,54 | 6,55 | 6,55 | 3,64 | 1,94 | 0    | 0,73 | 0,24 | 0    | 424      |
| Cunha Baixa                               | 62,59 | 21,18 | 5,41 | 4,94 | 3,53 | 1,18 | 0,71 | 0,47 | 0    | 0    | 437      |
| Espinho                                   | 60,11 | 24,34 | 7,18 | 2,39 | 5,05 | 1,33 | 0,27 | 0,80 | 0,53 | 0    | 382      |
| Fornos de Maceira Dão                     | 62,73 | 20,24 | 4,89 | 3,88 | 4,55 | 1,85 | 0,51 | 1,18 | 0    | 0,17 | 605      |
| Freixiosa                                 | 67,83 | 16,52 | 6,09 | 5,22 | 3,48 | 0    | 0    | 0,87 | 0    | 0    | 118      |
| Mangualde, Mesquitela e Cunha Alta        | 54,46 | 27,73 | 6,18 | 3,58 | 3,55 | 1,80 | 1,78 | 0,65 | 0,15 | 0,13 | 4 104    |
| Moimenta de Maceira Dão e Lobelhe do Mato | 61,22 | 23,21 | 4,34 | 3,83 | 2,81 | 1,79 | 1,79 | 0,26 | 0,51 | 0,26 | 402      |
| Quintela de Azurara                       | 41,59 | 41,15 | 7,96 | 3,10 | 4,42 | 0,44 | 0,44 | 0,44 | 0    | 0,44 | 244      |
| Santiago de Cassurrães e Póvoa de Cervães | 51,86 | 21,65 | 7,43 | 8,40 | 5,82 | 2,26 | 0,81 | 0,81 | 0,48 | 0,48 | 630      |
| São João da Fresta                        | 57,58 | 25,25 | 7,07 | 4,04 | 3,03 | 0    | 1,01 | 1,01 | 0    | 1,01 | 102      |
| Tavares (Chãs, Várzea e Travanca)         | 69,98 | 13,64 | 7,22 | 3,21 | 3,69 | 0,32 | 0,64 | 0,96 | 0,32 | 0    | 635      |
| Mangualde                                 | 57,34 | 24,46 | 6,26 | 4,09 | 4,00 | 1,57 | 1,22 | 0,72 | 0,20 | 0,15 | 8 295    |

### Moimenta da Beira
| Candidato               | Candidato                | Votos  | %               |
| ----------------------- | ------------------------ | ------ | --------------- |
|                         | Marcelo Rebelo de Sousa  | 2 793  | 63,97 / 100,00  |
|                         | António Sampaio da Nóvoa | 795    | 18,21 / 100,00  |
|                         | Marisa Matias            | 279    | 6,39 / 100,00   |
|                         | Maria de Belém Roseira   | 174    | 3,99 / 100,00   |
|                         | Vitorino Silva           | 166    | 3,80 / 100,00   |
|                         | Edgar Silva              | 68     | 1,56 / 100,00   |
|                         | Paulo de Morais          | 58     | 1,33 / 100,00   |
|                         | Henrique Neto            | 17     | 0,39 / 100,00   |
|                         | Jorge Sequeira           | 10     | 0,23 / 100,00   |
|                         | Cândido Ferreira         | 6      | 0,14 / 100,00   |
| Votos Inválidos         | Votos Inválidos          | 106    | 2,38 / 100,00   |
| Total                   | Total                    | 4 472  | 100,00 / 100,00 |
| Eleitorado/Participação | Eleitorado/Participação  | 11 415 | 39,18 / 100,00  |

| Freguesia                            | %     | %     | %     | %    | %    | %    | %     | %    | %    | %    | Votantes |
| Freguesia                            | MRS   | ASN   | MM    | MBR  | VS   | ES   | PM    | HN   | JS   | CF   | Votantes |
| ------------------------------------ | ----- | ----- | ----- | ---- | ---- | ---- | ----- | ---- | ---- | ---- | -------- |
| Alvite                               | 61,10 | 24,40 | 5,49  | 2,64 | 4,40 | 1,54 | 0,44  | 0    | 0    | 0    | 457      |
| Arcozelos                            | 65,57 | 13,93 | 6,56  | 6,15 | 3,28 | 0,82 | 2,87  | 0,41 | 0    | 0,41 | 259      |
| Baldos                               | 72,38 | 13,33 | 7,62  | 0    | 2,86 | 1,90 | 0     | 0,95 | 0    | 0,95 | 106      |
| Cabaços                              | 44,60 | 17,27 | 6,47  | 5,76 | 8,63 | 3,60 | 10,07 | 1,44 | 2,16 | 0    | 141      |
| Caria                                | 71,50 | 15,46 | 5,31  | 3,38 | 1,93 | 0,48 | 0,97  | 0,97 | 0    | 0    | 210      |
| Castelo                              | 76,60 | 13,83 | 2,13  | 2,13 | 3,19 | 0    | 1,06  | 1,06 | 0    | 0    | 97       |
| Leomil                               | 64,76 | 15,56 | 7,55  | 3,20 | 5,72 | 2,29 | 0,23  | 0,46 | 0,23 | 0    | 448      |
| Moimenta da Beira                    | 55,39 | 25,87 | 6,49  | 5,67 | 3,38 | 1,28 | 1,55  | 0,09 | 0,27 | 0    | 1 117    |
| Paradinha e Nagosa                   | 70,94 | 7,69  | 10,26 | 1,71 | 5,13 | 1,71 | 1,71  | 0    | 0    | 0,85 | 121      |
| Passô                                | 58,54 | 13,41 | 8,54  | 5,49 | 5,49 | 6,71 | 0,61  | 0    | 0,61 | 0,61 | 169      |
| Pêra Velha, Aldeia de Nacomba e Ariz | 75,93 | 9,54  | 7,05  | 2,07 | 4,15 | 0,41 | 0     | 0,83 | 0    | 0    | 251      |
| Peva e Segões                        | 74,84 | 12,42 | 5,73  | 1,27 | 2,55 | 1,27 | 0,64  | 0,64 | 0,32 | 0,32 | 318      |
| Rua                                  | 59,42 | 20,78 | 6,49  | 5,19 | 4,87 | 1,30 | 1,62  | 0    | 0    | 0,32 | 317      |
| Sarzedo                              | 59,32 | 11,86 | 15,25 | 6,78 | 3,39 | 1,69 | 0     | 1,69 | 0    | 0    | 61       |
| Sever                                | 76,15 | 13,81 | 3,35  | 2,09 | 1,67 | 1,26 | 1,26  | 0    | 0,42 | 0    | 250      |
| Vilar                                | 74,50 | 12,75 | 4,03  | 6,04 | 0    | 0,67 | 0,67  | 1,34 | 0    | 0    | 150      |
| Moimenta da Beira                    | 63,97 | 18,21 | 6,39  | 3,99 | 3,80 | 1,56 | 1,33  | 0,39 | 0,23 | 0,14 | 4 472    |

### Mórtagua
| Candidato               | Candidato                | Votos | %               |
| ----------------------- | ------------------------ | ----- | --------------- |
|                         | Marcelo Rebelo de Sousa  | 2 622 | 63,70 / 100,00  |
|                         | António Sampaio da Nóvoa | 788   | 19,14 / 100,00  |
|                         | Marisa Matias            | 314   | 7,63 / 100,00   |
|                         | Maria de Belém Roseira   | 153   | 3,72 / 100,00   |
|                         | Vitorino Silva           | 117   | 2,84 / 100,00   |
|                         | Edgar Silva              | 45    | 1,09 / 100,00   |
|                         | Henrique Neto            | 32    | 0,78 / 100,00   |
|                         | Paulo de Morais          | 31    | 0,75 / 100,00   |
|                         | Cândido Ferreira         | 11    | 0,27 / 100,00   |
|                         | Jorge Sequeira           | 3     | 0,07 / 100,00   |
| Votos Inválidos         | Votos Inválidos          | 135   | 3,18 / 100,00   |
| Total                   | Total                    | 4 251 | 100,00 / 100,00 |
| Eleitorado/Participação | Eleitorado/Participação  | 9 428 | 45,09 / 100,00  |

| Freguesia                                     | %     | %     | %     | %    | %    | %    | %    | %    | %    | %    | Votantes |
| Freguesia                                     | MRS   | ASN   | MM    | MBR  | VS   | ES   | HN   | PM   | CF   | JS   | Votantes |
| --------------------------------------------- | ----- | ----- | ----- | ---- | ---- | ---- | ---- | ---- | ---- | ---- | -------- |
| Cercosa                                       | 62,24 | 23,08 | 3,50  | 5,59 | 3,50 | 0,70 | 0,70 | 0,70 | 0    | 0    | 151      |
| Espinho                                       | 77,36 | 10,90 | 6,29  | 2,10 | 2,10 | 0,84 | 0    | 0,42 | 0    | 0    | 481      |
| Marmeleira                                    | 56,16 | 27,40 | 5,48  | 4,57 | 1,83 | 0,46 | 1,83 | 1,83 | 0,46 | 0    | 224      |
| Mortágua, Vale de Remígio, Cortegaça e Almaça | 54,48 | 24,49 | 10,25 | 4,57 | 2,99 | 1,23 | 0,76 | 0,82 | 0,41 | 0    | 1 773    |
| Pala                                          | 70,90 | 14,43 | 5,87  | 2,93 | 2,44 | 1,71 | 0,73 | 0,98 | 0    | 0    | 420      |
| Sobral                                        | 72,76 | 13,07 | 5,63  | 2,51 | 3,12 | 1,01 | 1,11 | 0,40 | 0,20 | 0,20 | 1 031    |
| Trezoi                                        | 58,43 | 21,69 | 7,23  | 6,02 | 3,61 | 0,60 | 0    | 1,20 | 0,60 | 0,60 | 171      |
| Mortágua                                      | 63,70 | 19,14 | 7,63  | 3,72 | 2,84 | 1,09 | 0,78 | 0,75 | 0,27 | 0,07 | 4 251    |

### Nelas
| Candidato               | Candidato                | Votos  | %               |
| ----------------------- | ------------------------ | ------ | --------------- |
|                         | Marcelo Rebelo de Sousa  | 3 321  | 58,66 / 100,00  |
|                         | António Sampaio da Nóvoa | 1 187  | 20,97 / 100,00  |
|                         | Marisa Matias            | 509    | 8,99 / 100,00   |
|                         | Vitorino Silva           | 225    | 3,97 / 100,00   |
|                         | Maria de Belém Roseira   | 202    | 3,57 / 100,00   |
|                         | Edgar Silva              | 96     | 1,70 / 100,00   |
|                         | Paulo de Morais          | 75     | 1,32 / 100,00   |
|                         | Henrique Neto            | 25     | 0,44 / 100,00   |
|                         | Jorge Sequeira           | 11     | 0,19 / 100,00   |
|                         | Cândido Ferreira         | 10     | 0,18 / 100,00   |
| Votos Inválidos         | Votos Inválidos          | 161    | 2,76 / 100,00   |
| Total                   | Total                    | 5 822  | 100,00 / 100,00 |
| Eleitorado/Participação | Eleitorado/Participação  | 13 473 | 43,21 / 100,00  |

| Freguesia                    | %     | %     | %     | %    | %    | %    | %    | %    | %    | %    | Votantes |
| Freguesia                    | MRS   | ASN   | MM    | VS   | MBR  | ES   | PM   | HN   | JS   | CF   | Votantes |
| ---------------------------- | ----- | ----- | ----- | ---- | ---- | ---- | ---- | ---- | ---- | ---- | -------- |
| Canas de Senhorim            | 52,56 | 23,40 | 12,31 | 3,60 | 3,46 | 2,66 | 1,37 | 0,36 | 0,22 | 0,07 | 1 435    |
| Carvalhal Redondo e Aguieira | 58,94 | 24,85 | 7,42  | 3,03 | 3,03 | 1,21 | 1,36 | 0,15 | 0    | 0    | 679      |
| Lapa do Lobo                 | 55,79 | 21,96 | 12,17 | 3,86 | 2,97 | 1,19 | 0,59 | 0,59 | 0,30 | 0,59 | 342      |
| Nelas                        | 59,67 | 19,56 | 8,32  | 4,57 | 3,36 | 1,54 | 1,82 | 0,50 | 0,39 | 0,28 | 1 867    |
| Santar e Moreira             | 55,74 | 24,26 | 7,80  | 3,83 | 4,82 | 1,70 | 1,28 | 0,28 | 0    | 0,28 | 724      |
| Senhorim                     | 71,99 | 13,89 | 5,79  | 4,17 | 2,78 | 0,23 | 0,23 | 0,93 | 0    | 0    | 443      |
| Vilar Seco                   | 70,28 | 11,76 | 5,26  | 4,33 | 5,26 | 1,86 | 0,62 | 0,62 | 0    | 0    | 332      |
| Nelas                        | 58,66 | 20,97 | 8,99  | 3,97 | 3,57 | 1,70 | 1,32 | 0,44 | 0,19 | 0,18 | 5 822    |

### Oliveira de Frades
| Candidato               | Candidato                | Votos | %               |
| ----------------------- | ------------------------ | ----- | --------------- |
|                         | Marcelo Rebelo de Sousa  | 3 115 | 66,63 / 100,00  |
|                         | António Sampaio da Nóvoa | 715   | 15,29 / 100,00  |
|                         | Marisa Matias            | 389   | 8,32 / 100,00   |
|                         | Vitorino Silva           | 201   | 4,30 / 100,00   |
|                         | Maria de Belém Roseira   | 117   | 2,50 / 100,00   |
|                         | Paulo de Morais          | 49    | 1,05 / 100,00   |
|                         | Edgar Silva              | 43    | 0,92 / 100,00   |
|                         | Henrique Neto            | 34    | 0,73 / 100,00   |
|                         | Cândido Ferreira         | 7     | 0,15 / 100,00   |
|                         | Jorge Sequeira           | 5     | 0,11 / 100,00   |
| Votos Inválidos         | Votos Inválidos          | 132   | 2,74 / 100,00   |
| Total                   | Total                    | 4 807 | 100,00 / 100,00 |
| Eleitorado/Participação | Eleitorado/Participação  | 9 244 | 52,00 / 100,00  |

| Freguesia                                    | %     | %     | %     | %    | %    | %    | %    | %    | %    | %    | Votantes |
| Freguesia                                    | MRS   | ASN   | MM    | VS   | MBR  | PM   | ES   | HN   | CF   | JS   | Votantes |
| -------------------------------------------- | ----- | ----- | ----- | ---- | ---- | ---- | ---- | ---- | ---- | ---- | -------- |
| Arca e Varzielas                             | 82,79 | 9,02  | 4,37  | 1,37 | 0,55 | 0,27 | 1,09 | 0,55 | 0    | 0    | 377      |
| Arcozelo das Maias                           | 66,72 | 13,31 | 10,99 | 3,72 | 2,01 | 0,93 | 0,93 | 1,08 | 0,31 | 0    | 672      |
| Destriz e Reigoso                            | 64,01 | 17,70 | 7,08  | 4,42 | 3,83 | 0,88 | 0,88 | 0,59 | 0,29 | 0,29 | 344      |
| Oliveira de Frades, Souto de Lafões e Sejães | 63,46 | 17,19 | 7,64  | 5,55 | 2,83 | 1,79 | 0,68 | 0,68 | 0,12 | 0,06 | 1 663    |
| Pinheiro                                     | 69,77 | 11,41 | 9,81  | 3,70 | 1,77 | 0,96 | 2,09 | 0,48 | 0    | 0    | 635      |
| Ribeiradio                                   | 59,54 | 19,92 | 9,64  | 4,40 | 3,98 | 0,63 | 0,63 | 1,05 | 0    | 0,21 | 492      |
| São João da Serra                            | 69,26 | 15,56 | 6,23  | 5,06 | 2,72 | 0    | 0,78 | 0    | 0    | 0,39 | 265      |
| São Vicente de Lafões                        | 68,99 | 14,78 | 8,99  | 2,90 | 1,74 | 0,29 | 0,29 | 1,16 | 0,58 | 0,29 | 359      |
| Oliveira de Frades                           | 66,63 | 15,29 | 8,32  | 4,30 | 2,50 | 1,05 | 0,92 | 0,73 | 0,15 | 0,11 | 4 807    |

### Penalva do Castelo
| Candidato               | Candidato                | Votos | %               |
| ----------------------- | ------------------------ | ----- | --------------- |
|                         | Marcelo Rebelo de Sousa  | 2 267 | 62,82 / 100,00  |
|                         | António Sampaio da Nóvoa | 604   | 16,74 / 100,00  |
|                         | Maria de Belém Roseira   | 238   | 6,59 / 100,00   |
|                         | Marisa Matias            | 222   | 6,15 / 100,00   |
|                         | Vitorino Silva           | 140   | 3,88 / 100,00   |
|                         | Edgar Silva              | 61    | 1,69 / 100,00   |
|                         | Paulo de Morais          | 45    | 1,25 / 100,00   |
|                         | Henrique Neto            | 21    | 0,58 / 100,00   |
|                         | Cândido Ferreira         | 6     | 0,17 / 100,00   |
|                         | Jorge Sequeira           | 5     | 0,14 / 100,00   |
| Votos Inválidos         | Votos Inválidos          | 80    | 2,17 / 100,00   |
| Total                   | Total                    | 3 689 | 100,00 / 100,00 |
| Eleitorado/Participação | Eleitorado/Participação  | 8 456 | 43,63 / 100,00  |

| Freguesia                    | %     | %     | %    | %    | %     | %    | %    | %    | %    | %    | Votantes |
| Freguesia                    | MRS   | ASN   | MBR  | MM   | VS    | ES   | PM   | HN   | CF   | JS   | Votantes |
| ---------------------------- | ----- | ----- | ---- | ---- | ----- | ---- | ---- | ---- | ---- | ---- | -------- |
| Antas e Matela               | 78,57 | 6,30  | 7,56 | 3,36 | 3,36  | 0,42 | 0    | 0,42 | 0    | 0    | 245      |
| Castelo de Penalva           | 68,34 | 13,98 | 2,90 | 5,54 | 5,54  | 1,85 | 0,79 | 0,79 | 0    | 0,26 | 384      |
| Esmolfe                      | 68,84 | 16,28 | 6,98 | 3,72 | 0,93  | 0,93 | 1,86 | 0,47 | 0    | 0    | 223      |
| Germil                       | 60,71 | 19,90 | 4,59 | 6,12 | 2,55  | 2,04 | 3,06 | 0,51 | 0    | 0,51 | 201      |
| Ínsua                        | 53,07 | 23,04 | 7,32 | 7,64 | 4,52  | 2,26 | 1,51 | 0,32 | 0,22 | 0,11 | 955      |
| Lusinde                      | 64,66 | 13,79 | 7,76 | 6,90 | 2,59  | 2,59 | 1,72 | 0    | 0    | 0    | 118      |
| Pindo                        | 61,23 | 15,06 | 7,53 | 7,65 | 5,14  | 1,51 | 1,00 | 0,63 | 0,13 | 0,13 | 816      |
| Real                         | 69,75 | 6,72  | 0    | 6,72 | 10,08 | 4,20 | 0,84 | 0,84 | 0,84 | 0    | 121      |
| Sezures                      | 67,53 | 15,58 | 9,42 | 4,87 | 0     | 0,65 | 0,97 | 0,65 | 0,32 | 0    | 311      |
| Trancozelos                  | 54,92 | 22,95 | 9,84 | 4,10 | 3,28  | 0,82 | 2,46 | 0,82 | 0,82 | 0    | 125      |
| Vila Cova do Covelo e Mareco | 73,68 | 14,74 | 3,68 | 2,63 | 1,05  | 1,58 | 0,53 | 1,58 | 0    | 0,53 | 190      |
| Penalva do Castelo           | 62,82 | 16,74 | 6,59 | 6,15 | 3,88  | 1,69 | 1,25 | 0,58 | 0,17 | 0,14 | 3 689    |

### Penedono
| Candidato               | Candidato                | Votos | %               |
| ----------------------- | ------------------------ | ----- | --------------- |
|                         | Marcelo Rebelo de Sousa  | 717   | 54,98 / 100,00  |
|                         | António Sampaio da Nóvoa | 272   | 20,86 / 100,00  |
|                         | Marisa Matias            | 113   | 8,67 / 100,00   |
|                         | Vitorino Silva           | 100   | 7,67 / 100,00   |
|                         | Maria de Belém Roseira   | 52    | 3,99 / 100,00   |
|                         | Edgar Silva              | 18    | 1,38 / 100,00   |
|                         | Paulo de Morais          | 15    | 1,15 / 100,00   |
|                         | Henrique Neto            | 8     | 0,61 / 100,00   |
|                         | Jorge Sequeira           | 6     | 0,46 / 100,00   |
|                         | Cândido Ferreira         | 3     | 0,23 / 100,00   |
| Votos Inválidos         | Votos Inválidos          | 43    | 3,19 / 100,00   |
| Total                   | Total                    | 1 347 | 100,00 / 100,00 |
| Eleitorado/Participação | Eleitorado/Participação  | 3 494 | 38,55 / 100,00  |

| Freguesia         | %     | %     | %     | %    | %    | %    | %    | %    | %    | %    | Votantes |
| Freguesia         | MRS   | ASN   | MM    | VS   | MBR  | ES   | PM   | HN   | JS   | CF   | Votantes |
| ----------------- | ----- | ----- | ----- | ---- | ---- | ---- | ---- | ---- | ---- | ---- | -------- |
| Antas e Ourozinho | 40,69 | 35,86 | 13,79 | 4,14 | 2,07 | 0,69 | 1,38 | 0    | 1,38 | 0    | 147      |
| Beselga           | 60,00 | 14,84 | 7,74  | 9,68 | 3,87 | 0,65 | 1,29 | 1,29 | 0    | 0,65 | 159      |
| Castainço         | 40,23 | 44,83 | 4,60  | 9,20 | 1,15 | 0    | 0    | 0    | 0    | 0    | 89       |
| Penedono e Granja | 54,14 | 18,79 | 8,72  | 8,05 | 4,92 | 2,68 | 1,34 | 0,67 | 0,22 | 0,45 | 468      |
| Penela da Beira   | 55,83 | 17,18 | 9,82  | 8,59 | 4,91 | 0    | 1,84 | 0,61 | 1,23 | 0    | 167      |
| Póvoa de Penela   | 56,74 | 17,73 | 7,80  | 9,22 | 5,67 | 1,42 | 0,71 | 0    | 0,71 | 0    | 150      |
| Souto             | 70,48 | 12,65 | 6,63  | 4,82 | 2,41 | 1,20 | 0,60 | 1,20 | 0    | 0    | 167      |
| Penedono          | 54,98 | 20,86 | 8,67  | 7,67 | 3,99 | 1,38 | 1,15 | 0,61 | 0,46 | 0,23 | 1 347    |

### Resende
| Candidato               | Candidato                | Votos  | %               |
| ----------------------- | ------------------------ | ------ | --------------- |
|                         | Marcelo Rebelo de Sousa  | 2 844  | 57,70 / 100,00  |
|                         | António Sampaio da Nóvoa | 1 100  | 22,32 / 100,00  |
|                         | Marisa Matias            | 366    | 7,43 / 100,00   |
|                         | Vitorino Silva           | 230    | 4,67 / 100,00   |
|                         | Maria de Belém Roseira   | 224    | 4,54 / 100,00   |
|                         | Edgar Silva              | 59     | 1,20 / 100,00   |
|                         | Paulo de Morais          | 40     | 0,81 / 100,00   |
|                         | Henrique Neto            | 35     | 0,71 / 100,00   |
|                         | Jorge Sequeira           | 18     | 0,37 / 100,00   |
|                         | Cândido Ferreira         | 13     | 0,26 / 100,00   |
| Votos Inválidos         | Votos Inválidos          | 98     | 1,95 / 100,00   |
| Total                   | Total                    | 5 027  | 100,00 / 100,00 |
| Eleitorado/Participação | Eleitorado/Participação  | 10 927 | 46,01 / 100,00  |

| Freguesia                     | %     | %     | %    | %    | %    | %    | %    | %    | %    | %    | Votantes |
| Freguesia                     | MRS   | ASN   | MM   | VS   | MBR  | ES   | PM   | HN   | JS   | CF   | Votantes |
| ----------------------------- | ----- | ----- | ---- | ---- | ---- | ---- | ---- | ---- | ---- | ---- | -------- |
| Anreade e São Romão de Aregos | 53,67 | 22,46 | 8,19 | 6,50 | 5,93 | 1,84 | 0,42 | 0,71 | 0,14 | 0,14 | 719      |
| Barrô                         | 59,02 | 22,18 | 8,65 | 3,01 | 2,63 | 1,50 | 0,38 | 0,75 | 1,50 | 0,38 | 272      |
| Cárquere                      | 58,05 | 20,32 | 8,18 | 2,90 | 5,28 | 1,32 | 0,53 | 1,85 | 0,79 | 0,79 | 389      |
| Felgueiras e Feirão           | 57,80 | 26,15 | 6,88 | 4,59 | 2,29 | 0,92 | 0,46 | 0,92 | 0    | 0    | 235      |
| Freigil e Miomães             | 42,03 | 30,13 | 8,86 | 8,35 | 8,35 | 1,01 | 0,51 | 0,51 | 0,25 | 0    | 400      |
| Ovadas e Panchorra            | 70,00 | 19,52 | 2,86 | 3,81 | 2,38 | 0,48 | 0    | 0,95 | 0    | 0    | 212      |
| Paus                          | 46,38 | 31,88 | 4,83 | 8,21 | 4,83 | 1,93 | 0,48 | 0,48 | 0,97 | 0    | 216      |
| Resende                       | 54,21 | 24,16 | 9,25 | 4,03 | 4,62 | 1,64 | 1,34 | 0,15 | 0,37 | 0,22 | 1 361    |
| São Cipriano                  | 70,08 | 16,11 | 5,63 | 2,81 | 2,81 | 1,02 | 1,02 | 0,26 | 0,26 | 0    | 396      |
| São João de Fontoura          | 63,53 | 18,82 | 7,84 | 3,14 | 3,53 | 0    | 1,18 | 0,78 | 0    | 1,18 | 256      |
| São Martinho de Mouros        | 69,59 | 15,56 | 3,94 | 4,29 | 3,58 | 0    | 0,89 | 1,61 | 0,18 | 0,36 | 571      |
| Resende                       | 57,70 | 22,32 | 7,43 | 4,67 | 4,54 | 1,20 | 0,81 | 0,71 | 0,37 | 0,26 | 5 027    |

### Santa Comba Dão
| Candidato               | Candidato                | Votos  | %               |
| ----------------------- | ------------------------ | ------ | --------------- |
|                         | Marcelo Rebelo de Sousa  | 3 126  | 63,78 / 100,00  |
|                         | António Sampaio da Nóvoa | 839    | 17,12 / 100,00  |
|                         | Marisa Matias            | 409    | 8,35 / 100,00   |
|                         | Maria de Belém Roseira   | 193    | 3,94 / 100,00   |
|                         | Vitorino Silva           | 185    | 3,77 / 100,00   |
|                         | Paulo de Morais          | 49     | 1,00 / 100,00   |
|                         | Edgar Silva              | 41     | 0,84 / 100,00   |
|                         | Henrique Neto            | 36     | 0,73 / 100,00   |
|                         | Cândido Ferreira         | 15     | 0,31 / 100,00   |
|                         | Jorge Sequeira           | 8      | 0,16 / 100,00   |
| Votos Inválidos         | Votos Inválidos          | 150    | 2,97 / 100,00   |
| Total                   | Total                    | 5 051  | 100,00 / 100,00 |
| Eleitorado/Participação | Eleitorado/Participação  | 11 226 | 44,99 / 100,00  |

| Freguesia                           | %     | %     | %     | %    | %    | %    | %    | %    | %    | %    | Votantes |
| Freguesia                           | MRS   | ASN   | MM    | MBR  | VS   | PM   | ES   | HN   | CF   | JS   | Votantes |
| ----------------------------------- | ----- | ----- | ----- | ---- | ---- | ---- | ---- | ---- | ---- | ---- | -------- |
| Ovoa e Vimieiro                     | 64,37 | 15,52 | 8,62  | 5,89 | 3,30 | 1,15 | 0,14 | 0,57 | 0,29 | 0,14 | 717      |
| Pinheiro de Ázere                   | 56,58 | 19,74 | 12,06 | 5,04 | 4,39 | 0,66 | 1,10 | 0,44 | 0    | 0    | 465      |
| Santa Comba Dão e Couto do Mosteiro | 61,86 | 19,47 | 7,85  | 3,71 | 3,93 | 1,08 | 0,65 | 1,02 | 0,27 | 0,16 | 1 919    |
| São Joaninho                        | 70,06 | 13,80 | 6,79  | 1,70 | 4,67 | 1,06 | 1,06 | 0,42 | 0,21 | 0,21 | 489      |
| São João de Areias                  | 65,78 | 15,52 | 8,78  | 3,18 | 2,93 | 1,15 | 1,15 | 0,64 | 0,64 | 0,25 | 805      |
| Treixedo e Nagozela                 | 66,82 | 14,53 | 7,42  | 4,27 | 3,79 | 1,42 | 0,63 | 0,63 | 0,32 | 0,16 | 656      |
| Santa Comba Dão                     | 63,78 | 17,12 | 8,35  | 3,94 | 3,77 | 1,00 | 0,84 | 0,73 | 0,31 | 0,16 | 5 051    |

### São João da Pesqueira
| Candidato               | Candidato                | Votos | %               |
| ----------------------- | ------------------------ | ----- | --------------- |
|                         | Marcelo Rebelo de Sousa  | 1 818 | 57,71 / 100,00  |
|                         | António Sampaio da Nóvoa | 558   | 17,71 / 100,00  |
|                         | Vitorino Silva           | 269   | 8,54 / 100,00   |
|                         | Marisa Matias            | 263   | 8,35 / 100,00   |
|                         | Maria de Belém Roseira   | 133   | 4,22 / 100,00   |
|                         | Edgar Silva              | 36    | 1,14 / 100,00   |
|                         | Paulo de Morais          | 26    | 0,83 / 100,00   |
|                         | Jorge Sequeira           | 18    | 0,57 / 100,00   |
|                         | Henrique Neto            | 16    | 0,51 / 100,00   |
|                         | Cândido Ferreira         | 13    | 0,41 / 100,00   |
| Votos Inválidos         | Votos Inválidos          | 52    | 1,62 / 100,00   |
| Total                   | Total                    | 3 202 | 100,00 / 100,00 |
| Eleitorado/Participação | Eleitorado/Participação  | 7 406 | 43,24 / 100,00  |

| Freguesia                                 | %     | %     | %     | %     | %    | %    | %    | %    | %    | %    | Votantes |
| Freguesia                                 | MRS   | ASN   | VS    | MM    | MBR  | ES   | PM   | JS   | HN   | CF   | Votantes |
| ----------------------------------------- | ----- | ----- | ----- | ----- | ---- | ---- | ---- | ---- | ---- | ---- | -------- |
| Castanheiro do Sul                        | 62,67 | 18,22 | 1,33  | 8,89  | 4,89 | 1,33 | 0    | 0,89 | 0,89 | 0,89 | 228      |
| Ervedosa do Douro                         | 56,85 | 12,56 | 11,64 | 9,59  | 5,48 | 1,83 | 0,91 | 0,68 | 0,23 | 0,23 | 446      |
| Nagozelo do Douro                         | 45,34 | 13,56 | 27,97 | 5,08  | 5,08 | 0    | 0,85 | 1,27 | 0,42 | 0,42 | 242      |
| Paredes da Beira                          | 69,96 | 15,02 | 3,86  | 6,87  | 1,72 | 0,86 | 0,43 | 0    | 0,86 | 0,43 | 238      |
| Riodades                                  | 57,53 | 23,66 | 2,15  | 9,14  | 3,23 | 1,08 | 1,61 | 0,54 | 1,08 | 0    | 187      |
| São João da Pesqueira e Várzea de Trevões | 56,28 | 20,29 | 6,95  | 8,74  | 4,26 | 1,46 | 1,01 | 0,45 | 0,34 | 0,22 | 905      |
| Soutelo do Douro                          | 50,00 | 23,11 | 14,29 | 4,62  | 4,62 | 0,84 | 1,26 | 0,42 | 0,42 | 0,42 | 241      |
| Trevões e Espinhosa                       | 61,67 | 17,92 | 5,42  | 10,83 | 1,25 | 1,25 | 0    | 1,25 | 0    | 0,42 | 246      |
| Vale de Figueira                          | 51,63 | 20,92 | 4,58  | 11,11 | 7,84 | 1,31 | 0    | 0    | 0    | 2,61 | 156      |
| Valongo dos Azeites                       | 53,21 | 17,43 | 8,26  | 9,17  | 6,42 | 0,92 | 3,67 | 0    | 0,92 | 0    | 110      |
| Vilarouco e Pereiros                      | 72,50 | 10,50 | 5,50  | 7,00  | 2,50 | 0    | 0    | 0,50 | 1,50 | 0    | 203      |
| São João da Pesqueira                     | 57,71 | 17,71 | 8,54  | 8,35  | 4,22 | 1,14 | 0,83 | 0,57 | 0,51 | 0,41 | 3 202    |

### São Pedro do Sul
| Candidato               | Candidato                | Votos  | %               |
| ----------------------- | ------------------------ | ------ | --------------- |
|                         | Marcelo Rebelo de Sousa  | 4 480  | 56,56 / 100,00  |
|                         | António Sampaio da Nóvoa | 1 884  | 23,78 / 100,00  |
|                         | Marisa Matias            | 604    | 7,63 / 100,00   |
|                         | Vitorino Silva           | 351    | 4,43 / 100,00   |
|                         | Maria de Belém Roseira   | 290    | 3,66 / 100,00   |
|                         | Edgar Silva              | 107    | 1,35 / 100,00   |
|                         | Paulo de Morais          | 105    | 1,33 / 100,00   |
|                         | Henrique Neto            | 57     | 0,72 / 100,00   |
|                         | Cândido Ferreira         | 24     | 0,30 / 100,00   |
|                         | Jorge Sequeira           | 19     | 0,24 / 100,00   |
| Votos Inválidos         | Votos Inválidos          | 194    | 2,39 / 100,00   |
| Total                   | Total                    | 8 115  | 100,00 / 100,00 |
| Eleitorado/Participação | Eleitorado/Participação  | 16 899 | 48,02 / 100,00  |

| Freguesia                                     | %     | %     | %     | %    | %    | %    | %    | %    | %    | %    | Votantes |
| Freguesia                                     | MRS   | ASN   | MM    | VS   | MBR  | ES   | PM   | HN   | CF   | JS   | Votantes |
| --------------------------------------------- | ----- | ----- | ----- | ---- | ---- | ---- | ---- | ---- | ---- | ---- | -------- |
| Bordonhos                                     | 57,95 | 26,14 | 4,55  | 4,17 | 3,41 | 1,14 | 1,52 | 0,76 | 0,38 | 0    | 270      |
| Carvalhais e Candal                           | 60,00 | 21,91 | 7,06  | 3,09 | 5,59 | 0,44 | 0,59 | 0,44 | 0,74 | 0,15 | 706      |
| Figueiredo de Alva                            | 63,62 | 17,85 | 6,64  | 5,72 | 3,89 | 1,14 | 0,23 | 0,69 | 0,23 | 0    | 452      |
| Manhouce                                      | 46,64 | 26,87 | 14,18 | 5,97 | 2,61 | 2,61 | 0    | 0,75 | 0    | 0,37 | 275      |
| Pindelo dos Milagres                          | 65,82 | 19,21 | 4,52  | 3,11 | 3,11 | 0    | 2,54 | 1,13 | 0,56 | 0    | 363      |
| Pinho                                         | 59,43 | 16,47 | 8,35  | 8,59 | 2,63 | 0,95 | 2,15 | 0,72 | 0,24 | 0,48 | 425      |
| Santa Cruz da Trapa e São Cristóvão de Lafões | 57,16 | 22,87 | 10,27 | 3,76 | 2,75 | 1,01 | 0,87 | 0,58 | 0,43 | 0,29 | 713      |
| São Félix                                     | 53,17 | 25,85 | 6,34  | 9,76 | 2,93 | 1,46 | 0,49 | 0    | 0    | 0    | 206      |
| São Martinho das Moitas e Covas do Rio        | 48,13 | 38,13 | 4,38  | 1,88 | 3,75 | 1,88 | 0    | 1,25 | 0    | 0,63 | 165      |
| São Pedro do Sul, Várzea e Baiões             | 50,66 | 28,82 | 8,57  | 3,82 | 3,35 | 1,79 | 1,87 | 0,66 | 0,19 | 0,27 | 2 613    |
| Serrazes                                      | 59,87 | 19,96 | 5,92  | 6,58 | 4,17 | 0,88 | 1,32 | 0,88 | 0    | 0,44 | 467      |
| Sul                                           | 58,41 | 24,57 | 5,60  | 2,59 | 5,17 | 1,51 | 0,86 | 0,43 | 0,86 | 0    | 481      |
| Valadares                                     | 69,98 | 15,12 | 5,19  | 3,84 | 2,93 | 0,68 | 0,90 | 0,90 | 0    | 0,45 | 454      |
| Vila Maior                                    | 58,20 | 18,55 | 7,62  | 4,88 | 4,69 | 2,34 | 1,76 | 1,37 | 0,39 | 0,20 | 525      |
| São Pedro do Sul                              | 56,56 | 23,78 | 7,63  | 4,43 | 3,66 | 1,35 | 1,33 | 0,72 | 0,30 | 0,24 | 8 115    |

### Sátão
| Candidato               | Candidato                | Votos  | %               |
| ----------------------- | ------------------------ | ------ | --------------- |
|                         | Marcelo Rebelo de Sousa  | 3 770  | 70,04 / 100,00  |
|                         | António Sampaio da Nóvoa | 759    | 14,10 / 100,00  |
|                         | Marisa Matias            | 313    | 5,81 / 100,00   |
|                         | Vitorino Silva           | 227    | 4,22 / 100,00   |
|                         | Maria de Belém Roseira   | 166    | 3,08 / 100,00   |
|                         | Edgar Silva              | 46     | 0,85 / 100,00   |
|                         | Paulo de Morais          | 44     | 0,82 / 100,00   |
|                         | Henrique Neto            | 41     | 0,76 / 100,00   |
|                         | Jorge Sequeira           | 10     | 0,19 / 100,00   |
|                         | Cândido Ferreira         | 7      | 0,13 / 100,00   |
| Votos Inválidos         | Votos Inválidos          | 122    | 2,21 / 100,00   |
| Total                   | Total                    | 5 505  | 100,00 / 100,00 |
| Eleitorado/Participação | Eleitorado/Participação  | 13 987 | 39,36 / 100,00  |

| Freguesia                     | %     | %     | %    | %    | %    | %    | %    | %    | %    | %    | Votantes |
| Freguesia                     | MRS   | ASN   | MM   | VS   | MBR  | ES   | PM   | HN   | JS   | CF   | Votantes |
| ----------------------------- | ----- | ----- | ---- | ---- | ---- | ---- | ---- | ---- | ---- | ---- | -------- |
| Águas Boas e Forles           | 69,28 | 15,06 | 4,82 | 4,82 | 2,41 | 0    | 2,41 | 0,60 | 0,60 | 0    | 173      |
| Avelal                        | 75,00 | 10,19 | 4,17 | 5,09 | 4,63 | 0    | 0,46 | 0    | 0    | 0,46 | 218      |
| Ferreira de Aves              | 74,43 | 9,97  | 6,12 | 3,85 | 2,86 | 0,59 | 0,49 | 1,28 | 0,20 | 0,20 | 1 031    |
| Mioma                         | 71,50 | 12,62 | 7,24 | 4,21 | 1,87 | 0,93 | 0,70 | 0,23 | 0,47 | 0,23 | 437      |
| Rio de Moinhos                | 64,47 | 20,83 | 5,04 | 2,63 | 4,39 | 0,88 | 0,66 | 0,44 | 0,66 | 0    | 462      |
| Romãs, Decermilo e Vila Longa | 68,45 | 16,63 | 4,02 | 4,02 | 2,19 | 1,15 | 1,34 | 1,72 | 0,19 | 0    | 538      |
| São Miguel de Vila Boa        | 68,94 | 15,21 | 6,34 | 4,75 | 2,69 | 0,48 | 1,27 | 0,32 | 0    | 0    | 643      |
| Sátão                         | 67,78 | 15,87 | 6,56 | 4,47 | 2,74 | 1,19 | 0,66 | 0,54 | 0,06 | 0,12 | 1 722    |
| Silvã de Cima                 | 76,64 | 4,74  | 3,28 | 4,74 | 6,93 | 1,09 | 0,73 | 1,46 | 0    | 0,36 | 281      |
| Sátão                         | 70,04 | 14,10 | 5,81 | 4,22 | 3,08 | 0,85 | 0,82 | 0,76 | 0,19 | 0,13 | 5 505    |

### Sernancelhe
| Candidato               | Candidato                | Votos | %               |
| ----------------------- | ------------------------ | ----- | --------------- |
|                         | Marcelo Rebelo de Sousa  | 2 103 | 71,12 / 100,00  |
|                         | António Sampaio da Nóvoa | 435   | 14,71 / 100,00  |
|                         | Marisa Matias            | 164   | 5,55 / 100,00   |
|                         | Maria de Belém Roseira   | 115   | 3,89 / 100,00   |
|                         | Vitorino Silva           | 86    | 2,91 / 100,00   |
|                         | Edgar Silva              | 20    | 0,68 / 100,00   |
|                         | Paulo de Morais          | 13    | 0,44 / 100,00   |
|                         | Henrique Neto            | 10    | 0,34 / 100,00   |
|                         | Cândido Ferreira         | 7     | 0,24 / 100,00   |
|                         | Jorge Sequeira           | 4     | 0,14 / 100,00   |
| Votos Inválidos         | Votos Inválidos          | 67    | 2,22 / 100,00   |
| Total                   | Total                    | 3 024 | 100,00 / 100,00 |
| Eleitorado/Participação | Eleitorado/Participação  | 6 297 | 48,02 / 100,00  |

| Freguesia                 | %     | %     | %     | %    | %    | %    | %    | %    | %    | %    | Votantes |
| Freguesia                 | MRS   | ASN   | MM    | MBR  | VS   | ES   | PM   | HN   | CF   | JS   | Votantes |
| ------------------------- | ----- | ----- | ----- | ---- | ---- | ---- | ---- | ---- | ---- | ---- | -------- |
| Arnas                     | 62,99 | 20,47 | 7,09  | 3,94 | 2,36 | 2,36 | 0    | 0,79 | 0    | 0    | 132      |
| Carregal                  | 84,68 | 7,23  | 3,40  | 0,85 | 1,70 | 1,70 | 0    | 0,43 | 0    | 0    | 237      |
| Chosendo                  | 67,50 | 14,17 | 6,67  | 6,67 | 4,17 | 0    | 0,83 | 0    | 0    | 0    | 131      |
| Cunha                     | 82,78 | 7,95  | 3,31  | 3,31 | 0,66 | 0,66 | 0    | 0,66 | 0,66 | 0    | 153      |
| Faia                      | 65,17 | 17,98 | 10,11 | 1,12 | 3,37 | 2,25 | 0    | 0    | 0    | 0    | 90       |
| Ferreirim e Macieira      | 71,12 | 15,84 | 3,73  | 3,42 | 2,48 | 0,31 | 1,86 | 0,93 | 0,31 | 0    | 327      |
| Fonte Arcada e Escurquela | 67,55 | 18,62 | 6,91  | 3,19 | 2,66 | 0    | 0    | 0    | 0,53 | 0,53 | 190      |
| Granjal                   | 66,24 | 19,11 | 3,18  | 4,46 | 5,73 | 0,64 | 0,64 | 0    | 0    | 0    | 157      |
| Lamosa                    | 58,56 | 18,02 | 4,50  | 9,91 | 3,60 | 0    | 0,90 | 1,80 | 2,70 | 0    | 112      |
| Penso e Freixinho         | 71,94 | 12,24 | 6,12  | 5,61 | 3,06 | 0    | 0    | 0,51 | 0    | 0,51 | 198      |
| Quintela                  | 74,73 | 12,37 | 8,60  | 0,54 | 2,15 | 1,08 | 0    | 0    | 0    | 0,54 | 196      |
| Sernancelhe e Sarzeda     | 68,28 | 17,45 | 5,19  | 4,60 | 3,42 | 0,71 | 0,24 | 0    | 0    | 0,12 | 867      |
| Vila da Ponte             | 77,53 | 7,05  | 7,93  | 3,52 | 2,20 | 0    | 0,88 | 0,44 | 0,44 | 0    | 234      |
| Sernancelhe               | 71,12 | 14,71 | 5,55  | 3,89 | 2,91 | 0,68 | 0,44 | 0,34 | 0,24 | 0,14 | 3 024    |

### Tabuaço
| Candidato               | Candidato                | Votos | %               |
| ----------------------- | ------------------------ | ----- | --------------- |
|                         | Marcelo Rebelo de Sousa  | 1 602 | 61,88 / 100,00  |
|                         | António Sampaio da Nóvoa | 472   | 18,23 / 100,00  |
|                         | Marisa Matias            | 200   | 7,72 / 100,00   |
|                         | Maria de Belém Roseira   | 121   | 4,67 / 100,00   |
|                         | Vitorino Silva           | 112   | 4,33 / 100,00   |
|                         | Edgar Silva              | 23    | 0,89 / 100,00   |
|                         | Paulo de Morais          | 23    | 0,89 / 100,00   |
|                         | Henrique Neto            | 16    | 0,62 / 100,00   |
|                         | Jorge Sequeira           | 12    | 0,46 / 100,00   |
|                         | Cândido Ferreira         | 8     | 0,31 / 100,00   |
| Votos Inválidos         | Votos Inválidos          | 42    | 1,60 / 100,00   |
| Total                   | Total                    | 2 631 | 100,00 / 100,00 |
| Eleitorado/Participação | Eleitorado/Participação  | 5 808 | 45,30 / 100,00  |

| Freguesia                    | %     | %     | %     | %     | %     | %    | %    | %    | %    | %    | Votantes |
| Freguesia                    | MRS   | ASN   | MM    | MBR   | VS    | ES   | PM   | HN   | JS   | CF   | Votantes |
| ---------------------------- | ----- | ----- | ----- | ----- | ----- | ---- | ---- | ---- | ---- | ---- | -------- |
| Adorigo                      | 67,07 | 14,63 | 5,49  | 4,88  | 5,49  | 2,44 | 0    | 0    | 0    | 0    | 168      |
| Arcos                        | 64,52 | 26,88 | 3,23  | 2,15  | 3,23  | 0    | 0    | 0    | 0    | 0    | 94       |
| Barcos e Santa Leocádia      | 62,46 | 16,82 | 9,01  | 4,50  | 4,80  | 0,60 | 0,30 | 0,30 | 0,90 | 0,30 | 337      |
| Chavães                      | 51,53 | 20,86 | 9,20  | 10,43 | 6,13  | 0,61 | 0    | 0    | 0,61 | 0,61 | 165      |
| Desejosa                     | 44,59 | 27,03 | 12,16 | 9,46  | 6,76  | 0    | 0    | 0    | 0    | 0    | 74       |
| Granja do Tedo               | 89,13 | 3,26  | 0     | 2,17  | 2,17  | 1,09 | 2,17 | 0    | 0    | 0    | 96       |
| Longa                        | 87,70 | 5,74  | 0,82  | 2,46  | 1,64  | 1,64 | 0    | 0    | 0    | 0    | 123      |
| Paradela e Granjinha         | 64,38 | 15,07 | 4,11  | 1,37  | 9,59  | 0    | 1,37 | 1,37 | 1,37 | 1,37 | 76       |
| Pinheiros e Vale de Figueira | 80,26 | 3,95  | 7,24  | 3,29  | 4,61  | 0,66 | 0    | 0    | 0    | 0    | 157      |
| Sendim                       | 60,58 | 16,99 | 11,54 | 4,49  | 2,24  | 0,64 | 1,92 | 1,28 | 0,32 | 0    | 315      |
| Tabuaço                      | 58,07 | 21,76 | 7,78  | 4,18  | 3,31  | 0,86 | 1,87 | 1,01 | 0,72 | 0,43 | 705      |
| Távora e Pereiro             | 55,61 | 24,06 | 9,09  | 5,35  | 1,60  | 1,60 | 0    | 1,60 | 0,53 | 0,53 | 189      |
| Valença do Douro             | 40,77 | 28,46 | 9,23  | 6,15  | 13,85 | 0,77 | 0    | 0    | 0    | 0,77 | 132      |
| Tabuaço                      | 61,88 | 18,23 | 7,72  | 4,67  | 4,33  | 0,89 | 0,89 | 0,62 | 0,46 | 0,31 | 2 631    |

### Tarouca
| Candidato               | Candidato                | Votos | %               |
| ----------------------- | ------------------------ | ----- | --------------- |
|                         | Marcelo Rebelo de Sousa  | 2 046 | 64,36 / 100,00  |
|                         | António Sampaio da Nóvoa | 492   | 15,48 / 100,00  |
|                         | Marisa Matias            | 287   | 9,03 / 100,00   |
|                         | Vitorino Silva           | 149   | 4,69 / 100,00   |
|                         | Maria de Belém Roseira   | 90    | 2,83 / 100,00   |
|                         | Edgar Silva              | 49    | 1,54 / 100,00   |
|                         | Henrique Neto            | 30    | 0,94 / 100,00   |
|                         | Paulo de Morais          | 24    | 0,75 / 100,00   |
|                         | Cândido Ferreira         | 6     | 0,19 / 100,00   |
|                         | Jorge Sequeira           | 6     | 0,19 / 100,00   |
| Votos Inválidos         | Votos Inválidos          | 54    | 1,67 / 100,00   |
| Total                   | Total                    | 3 233 | 100,00 / 100,00 |
| Eleitorado/Participação | Eleitorado/Participação  | 7 822 | 41,33 / 100,00  |

| Freguesia                       | %     | %     | %     | %    | %    | %    | %    | %    | %    | %    | Votantes |
| Freguesia                       | MRS   | ASN   | MM    | VS   | MBR  | ES   | HN   | PM   | CF   | JS   | Votantes |
| ------------------------------- | ----- | ----- | ----- | ---- | ---- | ---- | ---- | ---- | ---- | ---- | -------- |
| Gouviães e Ucanha               | 58,55 | 23,19 | 6,67  | 4,64 | 3,48 | 2,32 | 0,87 | 0,29 | 0    | 0    | 350      |
| Granja Nova e Vila Chã da Beira | 58,70 | 16,96 | 12,61 | 4,35 | 4,35 | 1,74 | 0    | 0,43 | 0,87 | 0    | 234      |
| Mondim da Beira                 | 60,22 | 15,41 | 8,60  | 6,81 | 2,51 | 4,66 | 1,08 | 0,72 | 0    | 0    | 280      |
| Salzedas                        | 74,23 | 8,93  | 6,87  | 4,47 | 2,75 | 0,69 | 1,37 | 0,69 | 0    | 0    | 302      |
| São João de Tarouca             | 63,78 | 14,96 | 12,20 | 3,15 | 1,97 | 0    | 2,36 | 0,39 | 0    | 1,18 | 255      |
| Tarouca e Dálvares              | 64,36 | 15,41 | 9,49  | 4,93 | 2,53 | 1,17 | 0,80 | 0,92 | 0,25 | 0,12 | 1 651    |
| Várzea da Serra                 | 75,32 | 10,13 | 3,80  | 1,90 | 4,43 | 1,90 | 0,63 | 1,27 | 0    | 0,63 | 161      |
| Tarouca                         | 64,36 | 15,48 | 9,03  | 4,69 | 2,83 | 1,54 | 0,94 | 0,75 | 0,19 | 0,19 | 3 233    |

### Tondela
| Candidato               | Candidato                | Votos  | %               |
| ----------------------- | ------------------------ | ------ | --------------- |
|                         | Marcelo Rebelo de Sousa  | 8 902  | 66,82 / 100,00  |
|                         | António Sampaio da Nóvoa | 2 168  | 16,27 / 100,00  |
|                         | Marisa Matias            | 896    | 6,73 / 100,00   |
|                         | Maria de Belém Roseira   | 443    | 3,33 / 100,00   |
|                         | Vitorino Silva           | 442    | 3,32 / 100,00   |
|                         | Paulo de Morais          | 167    | 1,25 / 100,00   |
|                         | Edgar Silva              | 160    | 1,20 / 100,00   |
|                         | Henrique Neto            | 79     | 0,59 / 100,00   |
|                         | Cândido Ferreira         | 36     | 0,27 / 100,00   |
|                         | Jorge Sequeira           | 29     | 0,22 / 100,00   |
| Votos Inválidos         | Votos Inválidos          | 343    | 2,51 / 100,00   |
| Total                   | Total                    | 13 665 | 100,00 / 100,00 |
| Eleitorado/Participação | Eleitorado/Participação  | 27 908 | 48,96 / 100,00  |

| Freguesia                                | %     | %     | %    | %    | %    | %    | %    | %    | %    | %    | Votantes |
| Freguesia                                | MRS   | ASN   | MM   | MBR  | VS   | PM   | ES   | HN   | CF   | JS   | Votantes |
| ---------------------------------------- | ----- | ----- | ---- | ---- | ---- | ---- | ---- | ---- | ---- | ---- | -------- |
| Barreiro de Besteiros e Tourigo          | 83,48 | 6,83  | 3,98 | 1,49 | 2,36 | 0,62 | 0,25 | 0,62 | 0    | 0,37 | 832      |
| Campo de Besteiros                       | 62,07 | 20,11 | 7,76 | 2,87 | 4,02 | 1,29 | 1,15 | 0,43 | 0,14 | 0,14 | 715      |
| Canas de Santa Maria                     | 64,27 | 17,69 | 5,42 | 5,42 | 3,77 | 1,30 | 1,18 | 0,47 | 0,35 | 0,12 | 865      |
| Caparrosa e Silvares                     | 75,75 | 12,52 | 3,98 | 3,18 | 2,98 | 0,40 | 0    | 0,20 | 0,80 | 0,20 | 511      |
| Castelões                                | 72,27 | 8,05  | 8,76 | 2,73 | 4,74 | 1,87 | 0,72 | 0,43 | 0,29 | 0,14 | 715      |
| Dardavaz                                 | 78,34 | 8,06  | 5,29 | 2,52 | 2,77 | 1,26 | 0,76 | 0,76 | 0,25 | 0    | 402      |
| Ferreirós do Dão                         | 69,50 | 11,50 | 4,00 | 5,50 | 3,00 | 0,50 | 3,50 | 1,50 | 1,00 | 0    | 206      |
| Guardão                                  | 60,77 | 21,89 | 4,03 | 2,45 | 2,28 | 1,40 | 5,25 | 1,40 | 0,35 | 0,18 | 584      |
| Lajeosa do Dão                           | 69,97 | 16,11 | 6,19 | 2,71 | 2,45 | 0,77 | 0,90 | 0,39 | 0,26 | 0,26 | 788      |
| Lobão da Beira                           | 64,09 | 18,65 | 7,34 | 3,17 | 3,57 | 1,19 | 0,79 | 0,40 | 0,40 | 0,40 | 526      |
| Molelos                                  | 56,88 | 23,58 | 9,62 | 4,04 | 3,08 | 0,87 | 0,87 | 0,58 | 0,10 | 0,38 | 1 063    |
| Mouraz e Vila Nova da Rainha             | 68,26 | 16,17 | 6,29 | 3,74 | 2,69 | 0,60 | 0,75 | 0,75 | 0,45 | 0,30 | 680      |
| Parada de Gonta                          | 69,41 | 16,43 | 4,25 | 2,83 | 1,42 | 2,27 | 1,70 | 0,85 | 0,57 | 0,28 | 363      |
| Santiago de Besteiros                    | 73,39 | 12,52 | 3,83 | 2,96 | 3,48 | 0,52 | 1,57 | 1,04 | 0,35 | 0,35 | 598      |
| São João do Monte e Mosteirinho          | 78,98 | 8,52  | 4,55 | 2,65 | 2,65 | 0,57 | 1,33 | 0,19 | 0,57 | 0    | 543      |
| São Miguel do Outeiro e Sabugosa         | 59,15 | 21,63 | 7,41 | 4,08 | 4,99 | 0,45 | 1,21 | 0,91 | 0,15 | 0    | 686      |
| Tonda                                    | 63,07 | 16,41 | 9,07 | 6,05 | 3,46 | 1,08 | 0,86 | 0    | 0    | 0    | 474      |
| Tondela e Nandufe                        | 59,97 | 19,21 | 9,45 | 3,31 | 3,22 | 2,44 | 1,48 | 0,52 | 0,09 | 0,30 | 2 356    |
| Vilar de Besteiros e Mosteiro de Fráguas | 69,31 | 15,75 | 4,71 | 2,56 | 4,85 | 1,35 | 0,27 | 0,67 | 0,40 | 0,13 | 758      |
| Tondela                                  | 66,82 | 16,27 | 6,73 | 3,33 | 3,32 | 1,25 | 1,20 | 0,59 | 0,27 | 0,22 | 13 665   |

### Vila Nova de Paiva
| Candidato               | Candidato                | Votos | %               |
| ----------------------- | ------------------------ | ----- | --------------- |
|                         | Marcelo Rebelo de Sousa  | 1 749 | 72,81 / 100,00  |
|                         | António Sampaio da Nóvoa | 311   | 12,95 / 100,00  |
|                         | Marisa Matias            | 141   | 5,87 / 100,00   |
|                         | Vitorino Silva           | 65    | 2,71 / 100,00   |
|                         | Maria de Belém Roseira   | 51    | 2,12 / 100,00   |
|                         | Henrique Neto            | 31    | 1,29 / 100,00   |
|                         | Edgar Silva              | 28    | 1,17 / 100,00   |
|                         | Paulo de Morais          | 17    | 0,71 / 100,00   |
|                         | Cândido Ferreira         | 5     | 0,21 / 100,00   |
|                         | Jorge Sequeira           | 4     | 0,17 / 100,00   |
| Votos Inválidos         | Votos Inválidos          | 44    | 1,80 / 100,00   |
| Total                   | Total                    | 2 446 | 100,00 / 100,00 |
| Eleitorado/Participação | Eleitorado/Participação  | 6 879 | 35,56 / 100,00  |

| Freguesia                            | %     | %     | %     | %    | %    | %    | %    | %    | %    | %    | Votantes |
| Freguesia                            | MRS   | ASN   | MM    | VS   | MBR  | HN   | ES   | PM   | CF   | JS   | Votantes |
| ------------------------------------ | ----- | ----- | ----- | ---- | ---- | ---- | ---- | ---- | ---- | ---- | -------- |
| Pendilhe                             | 62,31 | 17,31 | 10,00 | 3,85 | 2,31 | 1,15 | 1,92 | 0,77 | 0    | 0,38 | 269      |
| Queiriga                             | 71,95 | 17,99 | 3,66  | 3,05 | 1,22 | 1,22 | 0,30 | 0,30 | 0,30 | 0    | 334      |
| Touro                                | 74,77 | 10,55 | 5,73  | 2,52 | 3,44 | 1,61 | 0    | 0,69 | 0,46 | 0,23 | 443      |
| Vila Cova à Coelheira                | 84,17 | 6,42  | 2,52  | 4,13 | 0    | 1,61 | 0,92 | 0,23 | 0    | 0    | 439      |
| Vila Nova de Paiva, Alhais e Fráguas | 69,85 | 14,12 | 7,11  | 1,70 | 2,76 | 1,06 | 1,91 | 1,06 | 0,21 | 0,21 | 961      |
| Vila Nova de Paiva                   | 72,81 | 12,95 | 5,87  | 2,71 | 2,12 | 1,29 | 1,17 | 0,71 | 0,21 | 0,17 | 2 446    |

### Viseu
| Candidato               | Candidato                | Votos  | %               |
| ----------------------- | ------------------------ | ------ | --------------- |
|                         | Marcelo Rebelo de Sousa  | 27 733 | 62,05 / 100,00  |
|                         | António Sampaio da Nóvoa | 8 686  | 19,43 / 100,00  |
|                         | Marisa Matias            | 3 419  | 7,65 / 100,00   |
|                         | Maria de Belém Roseira   | 1 471  | 3,29 / 100,00   |
|                         | Vitorino Silva           | 1 417  | 3,17 / 100,00   |
|                         | Paulo de Morais          | 985    | 2,20 / 100,00   |
|                         | Edgar Silva              | 514    | 1,15 / 100,00   |
|                         | Henrique Neto            | 323    | 0,72 / 100,00   |
|                         | Jorge Sequeira           | 86     | 0,19 / 100,00   |
|                         | Cândido Ferreira         | 63     | 0,14 / 100,00   |
| Votos Inválidos         | Votos Inválidos          | 1 007  | 2,20 / 100,00   |
| Total                   | Total                    | 45 704 | 100,00 / 100,00 |
| Eleitorado/Participação | Eleitorado/Participação  | 95 923 | 47,65 / 100,00  |

| Freguesia                          | %     | %     | %    | %    | %    | %    | %    | %    | %    | %    | Votantes |
| Freguesia                          | MRS   | ASN   | MM   | VS   | MBR  | PM   | ES   | HN   | JS   | CF   | Votantes |
| ---------------------------------- | ----- | ----- | ---- | ---- | ---- | ---- | ---- | ---- | ---- | ---- | -------- |
| Abraveses                          | 60,24 | 18,96 | 8,81 | 3,34 | 3,09 | 2,71 | 1,71 | 0,62 | 0,38 | 0,14 | 3 772    |
| Barreiros e Cepões                 | 68,45 | 14,89 | 3,56 | 5,22 | 4,58 | 1,40 | 1,15 | 0,38 | 0,38 | 0    | 803      |
| Boa Aldeia, Farminhão e Torredeita | 58,36 | 22,40 | 8,69 | 4,14 | 3,90 | 1,14 | 0,65 | 0,32 | 0,16 | 0,24 | 1 266    |
| Bodiosa                            | 75,45 | 9,03  | 6,07 | 3,72 | 2,14 | 1,38 | 1,45 | 0,62 | 0,07 | 0,07 | 1 479    |
| Calde                              | 71,19 | 14,64 | 4,78 | 2,93 | 3,85 | 1,08 | 0,46 | 0,77 | 0    | 0,31 | 664      |
| Campo                              | 66,71 | 16,35 | 7,26 | 3,39 | 2,05 | 2,09 | 1,11 | 0,67 | 0,31 | 0,04 | 2 290    |
| Cavernães                          | 67,72 | 14,63 | 7,03 | 4,30 | 3,01 | 1,58 | 0,57 | 1,00 | 0,14 | 0    | 713      |
| Cota                               | 68,29 | 16,26 | 6,30 | 3,46 | 3,66 | 0,41 | 0,20 | 1,02 | 0,20 | 0,20 | 506      |
| Coutos de Viseu                    | 62,26 | 20,89 | 5,43 | 3,06 | 3,20 | 1,81 | 2,65 | 0,56 | 0    | 0,14 | 729      |
| Fail e Vila Chã de Sá              | 63,96 | 18,95 | 7,76 | 3,08 | 4,39 | 1,03 | 0,56 | 0,28 | 0,09 | 0    | 1 100    |
| Fragosela                          | 65,47 | 18,97 | 6,26 | 3,31 | 2,95 | 1,75 | 0,64 | 0,37 | 0,09 | 0,18 | 1 100    |
| Lordosa                            | 69,99 | 13,16 | 6,27 | 3,57 | 4,55 | 1,35 | 0,25 | 0,62 | 0    | 0,25 | 819      |
| Mundão                             | 61,34 | 16,79 | 9,71 | 3,90 | 3,09 | 2,45 | 1,27 | 1,27 | 0,09 | 0,09 | 1 124    |
| Orgens                             | 58,84 | 19,14 | 9,30 | 3,85 | 3,98 | 2,39 | 1,47 | 0,67 | 0,18 | 0,18 | 1 668    |
| Povolide                           | 66,40 | 17,94 | 4,28 | 4,55 | 3,61 | 0,54 | 1,47 | 0,40 | 0,54 | 0,27 | 756      |
| Ranhados                           | 56,21 | 22,03 | 9,52 | 3,47 | 3,66 | 2,86 | 1,17 | 0,70 | 0,14 | 0,23 | 2 199    |
| Repeses e São Salvador             | 56,17 | 23,05 | 8,89 | 3,37 | 2,78 | 3,51 | 1,02 | 0,88 | 0,11 | 0,22 | 2 811    |
| Ribafeita                          | 74,62 | 13,38 | 5,85 | 2,92 | 1,85 | 0,46 | 0,46 | 0,46 | 0    | 0    | 659      |
| Rio de Loba                        | 62,81 | 18,50 | 7,79 | 3,49 | 3,05 | 2,04 | 1,15 | 0,79 | 0,23 | 0,15 | 4 033    |
| Santos Evos                        | 58,98 | 23,85 | 7,47 | 2,86 | 3,82 | 0,64 | 0,95 | 0,48 | 0,48 | 0,48 | 642      |
| São Cipriano e Vil de Souto        | 66,19 | 14,04 | 7,79 | 4,82 | 2,77 | 2,15 | 1,23 | 0,61 | 0,10 | 0,31 | 1 005    |
| São João de Lourosa                | 62,73 | 18,58 | 7,93 | 3,60 | 3,34 | 1,93 | 1,04 | 0,63 | 0,10 | 0,10 | 1 954    |
| São Pedro de France                | 72,15 | 14,37 | 4,89 | 2,37 | 3,85 | 0,59 | 0,44 | 1,04 | 0,15 | 0,15 | 690      |
| Silgueiros                         | 68,70 | 15,28 | 5,95 | 2,64 | 4,60 | 1,83 | 0,34 | 0,34 | 0,14 | 0,20 | 1 507    |
| Viseu                              | 57,66 | 23,65 | 7,88 | 2,59 | 2,85 | 2,84 | 1,33 | 0,91 | 0,21 | 0,09 | 11 415   |
| Viseu                              | 62,05 | 19,43 | 7,65 | 3,29 | 3,17 | 2,20 | 1,15 | 0,72 | 0,19 | 0,14 | 45 704   |

### Vouzela
| Candidato               | Candidato                | Votos | %               |
| ----------------------- | ------------------------ | ----- | --------------- |
|                         | Marcelo Rebelo de Sousa  | 3 182 | 63,29 / 100,00  |
|                         | António Sampaio da Nóvoa | 946   | 18,81 / 100,00  |
|                         | Marisa Matias            | 381   | 7,58 / 100,00   |
|                         | Vitorino Silva           | 208   | 4,14 / 100,00   |
|                         | Maria de Belém Roseira   | 156   | 3,10 / 100,00   |
|                         | Paulo de Morais          | 49    | 0,97 / 100,00   |
|                         | Edgar Silva              | 47    | 0,93 / 100,00   |
|                         | Henrique Neto            | 29    | 0,58 / 100,00   |
|                         | Cândido Ferreira         | 18    | 0,36 / 100,00   |
|                         | Jorge Sequeira           | 12    | 0,24 / 100,00   |
| Votos Inválidos         | Votos Inválidos          | 125   | 2,42 / 100,00   |
| Total                   | Total                    | 5 153 | 100,00 / 100,00 |
| Eleitorado/Participação | Eleitorado/Participação  | 9 738 | 52,92 / 100,00  |

| Freguesia                        | %     | %     | %     | %    | %    | %    | %    | %    | %    | %    | Votantes |
| Freguesia                        | MRS   | ASN   | MM    | VS   | MBR  | PM   | ES   | HN   | CF   | JS   | Votantes |
| -------------------------------- | ----- | ----- | ----- | ---- | ---- | ---- | ---- | ---- | ---- | ---- | -------- |
| Alcofra                          | 70,22 | 14,35 | 5,87  | 4,13 | 2,61 | 0,43 | 0,43 | 1,30 | 0,43 | 0,22 | 470      |
| Cambra e Carvalhal de Vermilhas  | 75,82 | 9,87  | 7,30  | 2,72 | 1,43 | 1,43 | 0,86 | 0,29 | 0,14 | 0,14 | 722      |
| Campia                           | 76,27 | 9,65  | 3,52  | 3,91 | 2,22 | 1,96 | 0,78 | 0,78 | 0,39 | 0,52 | 790      |
| Fataunços e Figueiredo das Donas | 56,91 | 21,55 | 8,47  | 4,97 | 4,24 | 0,92 | 1,29 | 0,55 | 0,55 | 0,55 | 560      |
| Fornelo do Monte                 | 60,36 | 16,22 | 11,71 | 3,60 | 6,31 | 0    | 0    | 1,80 | 0    | 0    | 113      |
| Queirã                           | 61,18 | 19,12 | 8,24  | 5,15 | 3,68 | 1,03 | 0,88 | 0,44 | 0,29 | 0    | 691      |
| São Miguel do Mato               | 68,23 | 15,66 | 6,49  | 4,25 | 3,80 | 0,22 | 0    | 0,22 | 1,12 | 0    | 455      |
| Ventosa                          | 50,28 | 25,83 | 12,78 | 5,00 | 3,33 | 0,83 | 0,83 | 0,83 | 0,28 | 0    | 366      |
| Vouzela e Paços de Vilharigues   | 48,49 | 32,15 | 8,95  | 3,85 | 3,43 | 0,62 | 1,77 | 0,31 | 0,10 | 0,31 | 986      |
| Vouzela                          | 63,29 | 18,81 | 7,58  | 4,14 | 3,10 | 0,97 | 0,93 | 0,58 | 0,36 | 0,24 | 5 153    |